# 에티오피아의 국장

에티오피아의 국장

에티오피아의 국장은 1996년에 제정되었다. 파란색 원 안에는 금색 빛줄기에 둘러싸인 금색 오각별이 그려져 있다. 오각별은 에티오피아인의 나라와 에티오피아 국민의 단결, 파란색은 평화를 의미하며 빛줄기는 국민과 종교의 평등함을 의미한다.

## 역대 에티오피아의 국장

제국시대 국장과 함께 사용된 유대의 사자
에티오피아 제국의 국장
사회주의 에티오피아의 국장
에티오피아 인민민주공화국의 국장
에티오피아 과도정부의 국장

## 같이 보기
- 에티오피아의 국기